# Podlëdnye gory Golicyna
Podlëdnye gory Golicyna är ett berg i Antarktis. Det ligger i Östantarktis. Australien gör anspråk på området. Toppen på Podlëdnye gory Golicyna är 2 435 meter över havet.
Terrängen runt Podlëdnye gory Golicyna är en högslätt. Trakten är obefolkad. Det finns inga samhällen i närheten.